# Ioulia Moussiyenko
Ioulia Moussiyenko (ukrainien : Юлія Мусієнко ;  née le 9 avril 1997) est une joueuse ukrainienne de basket-ball.

## Palmarès
- Championne d’Ukraine : 2016, 2021
- Vainqueuse de la Coupe d’Ukraine : 2019, 2021[1]